# The Bonds That Tie
The Bonds That Tie è un cortometraggio muto del 1918. Il nome del regista non appare nei credit del film interpretato da Geraldine Farrar.

## Trama
Miss Columbia visita un soldato e un marinaio.

## Produzione
Prodotto dalla Goldwyn Pictures Corporation e dal Liberty Loan Committee.

## Distribuzione
Il film - un cortometraggio in un rullo - uscì nelle sale nell'ottobre del 1918, distribuito dalla Goldwyn Distributing Company.